# Arcozelo das Maias
Arcozelo das Maias es una freguesia portuguesa del concelho de Oliveira de Frades, con 21,07 km² de superficie y 1.617 habitantes (2001). Su densidad de población es de 76,7 hab/km².